# Hypoproteinemi
Hypoproteinemi avser ett sjukdomstillstånd med lägre total proteinhalt i serum än normalt. Hypoproteinemi kan uppkomma exempelvis till följd av bristande proteinupptag i mag-tarmkanalen på grund av näringsbrist eller malabsorption, bristande syntes av proteiner på grund av leversjukdom, eller förlust av proteiner via njurarna på grund av njursjukdom, vilket ses som förhöjda proteinvärden i urinen, proteinuri. Hypoproteinemi kan leda till utträde av vätska i vävnaderna, ödem.